# San-Nicolao
San-Nicolao (korsisch San Nicolaiu (di Moriani); italienisch San Nicolao) ist eine Gemeinde auf der französischen Insel Korsika. Sie gehört zur Region Korsika, zum Département Haute-Corse, zum Arrondissement Corte und zum Kanton Castagniccia. Die Bewohner nennen sich Santuniculaiacci.

## Geografie
San-Nicolao liegt in der Castagniccia auf ungefähr 250 Metern über dem Meeresspiegel und grenzt im Osten an das Tyrrhenische Meer. Nachbargemeinden sind Santa-Lucia-di-Moriani im Norden, San-Giovanni-di-Moriani im Westen und Santa-Maria-Poggio im Süden.

## Bevölkerungsentwicklung
| Jahr      | 1962 | 1968 | 1975 | 1982 | 1990 | 1999 | 2008 | 2017 |
| --------- | ---- | ---- | ---- | ---- | ---- | ---- | ---- | ---- |
| Einwohner | 573  | 682  | 731  | 867  | 1061 | 1316 | 1543 | 1987 |